# Kolping-Bildungswerk
Das Kolping-Bildungswerk umfasst in Deutschland 200 Einrichtungen, die alle Teil des weltweiten Kolpingwerkes sind, und gehört zu den größten freien Trägern in der beruflichen Bildung.
Die Angebote im Bereich Berufsvorbereitung und Berufsausbildung werden jedes Jahr von etwa 15.000 jungen Menschen wahrgenommen. Die Gründung erfolgte 1871.
In den Bildungszentren, die eigene Rechtsträger haben, wird bundesweit Jugend- und Erwachsenenbildung geleistet. Das „Kolping-Bildungswerk“ formiert sich aus vielen jeweils einzeln staatlich anerkannten Einrichtungen der Weiterbildung. Allen Einrichtungen gemeinsam ist der programmatische Anspruch ihrer Arbeit, den der deutsche Sozialreformer Adolph Kolping unter dem Leitsatz „Im Mittelpunkt unserer Arbeit steht der Mensch“ vor 150 Jahren geprägt hat.
Der Verbund sieht seine Verpflichtung besonders in folgenden Bereichen:
- Jugendsozialarbeit und sozialpädagogische Hilfen für benachteiligte Jugendliche
- Förderung der schulischen und beruflichen Ausbildung,
- Eingliederung in die Arbeitswelt
- Beschäftigung von besonders benachteiligten Personen in Verbindung mit sozialpädagogischer oder vergleichbarer Betreuung
- soziale Integration von Jugendlichen und jungen Erwachsenen
- offene Bildungsarbeit im Sinne des Gesetzes zur Förderung der Erwachsenenbildung in den einzelnen Bundesländern
- Unterstützung bei der Integration in Arbeit und Beschäftigung von hilfebedürftigen Menschen